# Æthelstan av Kent
Æthelstan av Kent, död 852, var en engelsk monark. Han var kung av Kent 839–851. 